# Марк Консуелос
Марк Ендрю Консуелос (англ. Mark Andrew Consuelos; нар. 30 березня 1971, Сарагоса, Іспанія) — американський актор, найбільше відомий по ролі Гірама Лодж у підлітковій драмі «Рівердейл».

## Раннє життя
Марк Ендрю Консуелос народився 30 березня 1971 у Сарагосі, Іспанія у італійської матері, Камілли, та мексиканського батька, Сауля Консуелос. Наймолодший із трьох дітей: має одного брата, лікаря, та одну сестру, юристку. Із дитинства проживає і в США, і в Італії. Дитинство проводив у Лебанані, Іллінойс, а пізніше у Тампі, Флорида. Відвідував Вищу школу Блумінгейл у Валріко, Флорида. Після випуску пішов навчатися до Університету Нотр-Дам. Пізніше перевівся і закінчив Університет південної Флориди у 1994.

## Особисте життя
У 1995 Консуелос познайомився із акторкою Келлі Ріпою на зйомках телесеріалу All My Children. Вони побралися 1 травня 1996. Подружжя має трьох дітей: Майкл Джозеф Консуелос (народився 2 червня 1997), Лола Грейс Консуелос (народилася 16 червня 2011) та Хуакін Антоніо Консуелос (народився 24 лютого 2003).

## Фільмографія

### Кіно
| Рік  | Назва                    | Роль              | Примітки |
| ---- | ------------------------ | ----------------- | -------- |
| 2002 | The Last Place on Earth  | оголошувач тостів |          |
| 2002 | Pride & Loyalty          | полісмен Білл     |          |
| 2005 | The Great Raid           | Гутьєррес         |          |
| 2006 | My Super Ex-Girlfriend   | Стів Велард       |          |
| 2006 | Одружуся з першою-ліпшою | Морті             |          |
| 2008 | Husband for Hire         | Бо/Нормандо       |          |
| 2008 | For the Love of Grace    | Стів Локвуд       |          |
| 2010 | Парочка копів            | Мануель           |          |
| 2014 | Прогулянка серед могил   | Рубен             |          |
| 2016 | All We Had               | Вік               |          |
| 2016 | Nine Lives               | Іан Кокс          |          |

### Телебачення
| Рік       | Назва                               | Роль                             | Примітки |
| --------- | ----------------------------------- | -------------------------------- | --- |
| 1995–2010 | All My Children                     | Матео Сантос                     | Телесеріал (104 епізоди) Soap Opera Digest Award for Outstanding Younger Lead Actor Soap Opera Digest Award for Outstanding Male Newcomer Soap Opera Digest Award for Hottest Romance (разом із Келлі Ріпою) ALMA Award for Outstanding Actor in a Daytime Drama номінація—Daytime Emmy Award for Outstanding Supporting Actor in a Drama Series номінація—ALMA Award for Outstanding Actor in a Daytime Drama (1999–2002) |
| 1997      | Road Rules                          | у ролі себе                      | Телесеріал (1 епізод: "Road Rules on All My Children") |
| 1997      | Connect With English                | Альберто Мендоза                 | Телесеріал (8 епізоди) |
| 2001      | Third Watch                         | Татко                            | Телесеріал (1 епізод: "Childhood Watch") |
| 2001      | Друзі                               | полісмен #1                      | Телесеріал (1 епізод: "The One with Chandler's Dad") |
| 2002      | American Family                     | Едуардо                          | Телесеріал (2 епізоди) |
| 2003      | Third Watch                         | детектив Рамон Валензуела        | Телесеріал (1 епізод: "Everybody Lies") |
| 2003      | Beautiful Girl                      | Адам Лопес                       | Телефільм |
| 2004–2006 | Missing                             | Антоніо Корнез                   | Телесеріал (37 епізоди) номінація—Imagen Award for Best Supporting Actor on Television |
| 2005–2006 | Hope & Faith                        | Гарі Гучарес                     | Телесеріал (10 епізоди) |
| 2007      | Law & Order: Criminal Intent        | прокурор Бернер                  | Телесеріал (1 епізод: "Albatross") |
| 2007      | Age of Love                         | у ролі себе / запрошений ведучий | Телесеріал (8 епізоди) |
| 2008      | Ugly Betty                          | детектив Авераймо                | Телесеріал (1 епізод: "Crimes of Fashion") |
| 2011      | The Protector                       | Чак Вайят                        | Телесеріал (1 епізод: "Bangs") |
| 2012      | I Hate My Teenage Daughter          | Алехандро Кастійо                | Телесеріал (2 епізоди) |
| 2012      | Закон і порядок: Спеціальний корпус | Метт Мартінес                    | Телесеріал (1 епізод: "Justice Denied") |
| 2012–2013 | Американська історія жаху: Притулок | Спайві                           | Телесеріал (5 епізоди) |
| 2013      | Нова норма                          | Кріс                             | Телесеріал (1 епізод: "Gaydar") |
| 2013      | Guys with Kids                      | Енді                             | Телесеріал (1 епізод: "The Will") |
| 2013–2014 | Alpha House                         | Енді Гасмен                      | Телесеріал на Amazon – головна роль |
| 2015      | Королівство                         | Шон Чапас                        | регулярна роль (сезон 2); 5 епізоди |
| 2016      | Pitch                               | Оскар                            | регулярна роль |
| 2016      | Queen of the South                  | Тео Альхарафе                    | головна роль |
| 2016      | Difficult People                    | Джої                             | Телесеріал (1 епізод: "Italian Piñata") |
| 2016      | Nightcap                            | у ролі себе                      | Телесеріал (1 епізод: "Babymaker") |
| 2017—2021 | Рівердейл                           | Гірам Лодж                       | регулярна роль (2—5 сезон) |
| 2017      | The Night Shift                     | доктор Кейт Діас                 | регулярна роль (сезон 4) |
| 2020      | Кеті Кін                            | Хірам Лодж                       | Гость |